# Миллер (округ, Джорджия)
Ми́ллер (англ. Miller County) — округ штата Джорджия, США. Население округа на 2000 год составляло 6383 человек. Административный центр округа — город Колкуитт.

## История
Округ Миллер основан в 1856 году.

## География
Округ занимает площадь 733 км2.

## Демография
Согласно Бюро переписи населения США, в округе Миллер в 2000 году проживало 6383 человек. Плотность населения составляла 8.7 человек на квадратный километр.